# Metta Lillie
Metta Magdalena Lillie, född 2 september 1709 i Bjärka, död 7 maj 1788 i Sandhems socken, var en svensk dagboksskrivare. Hon skrev den äldsta kända bevarade dagboken av en svensk kvinna.

## Biografi
Metta Lillie var äldsta dotter i en överstefamilj, där fyra andra syskon uppnådde vuxen ålder. År 1737 fick hon en dagbok av sin bror Clas Lillie där hon började skriva och fortsatte med det fram till sitt giftermål 1750.
Dagboken börjar som en släktbok, där födelser, bröllop och dödsfall i den stora släkten noteras, liksom arvskiften och andra ekonomiskt viktiga händelser. Men när Metta Lillies far, överste Jan Abraham Lillie, dör i oktober 1738 förändras skrivandet och släktboken förvandlas till en dagbok, där sorgen och oron över familjens öde får stor plats. Texten som dittills hållits inom en marginal, väller nu fram över hela sidan.
Fyra teman dominerar skrivandet. Det första är händelser i moderns och faderns stora släkter. Nära förbundet med detta tema är det som rör ekonomi. Metta Lillie är oftast exakt som en räkenskapsbok när hon berättar om arv, gåvor, penninglån och andra materiella ting. Hennes uppgift tycks ha varit att hålla reda på olika penningtransaktioner, kanske för att redovisa för brodern, som efter faderns död blev familjeöverhuvud, när han några gånger om året kom hem från Stockholm. Med stor noggrannhet berättas om gåvor, både dem man får och dem man ger. Gåvor mellan släktingar bekräftade och förstärkte släktens betydelse för 1700-talets människor, där den enskilda personen såg sig som en länk i släktens kedja.
Ett tredje tema i dagboken är samtida politik. Metta Lillie hyste ett djupt och levande intresse för politik och detta förenas i dagboken med hennes intresse för särskilt de manliga släktingarnas förehavanden, krigstjänst, utnämningar med mera. ”Gud vare lov som hjälper vår släkt!” skriver hon. Genom brodern i Stockholm fick hon nyheter men hon läste också och skrev av notiser i tidningar. Hennes anteckningar visar hur olika nyheter togs emot ute i landet bland vanliga människor.
Ett fjärde tema i dagboken är det religiösa. Metta Lillie var varmt religiös och detta tema är nära sammanflätat med dagbokens övriga. Hennes berättelse om landets och olika släktingars öden övergår ofta i bön. Kristendomen styr och förklarar hennes tolkning av världen, så som hon möter den i söndagarnas predikningar och i hennes läsning av bibel och psalmbok. I maj 1747 berättar hon att nu ”har iag aldeles igienom min, min, min Gudz nåd läst hella d. h. bibbel en gång igienom”. Metta Lillies Gud är en sträng fader, vars beslut är outrannsakliga. Jesus tilltalas ofta i ömmare ordalag och kallas ibland ”söte Jesus, min ende vän”.
När Metta Lillie började skriva var hon 28 år. Då hade många av hennes jämnåriga redan varit gifta i flera år och fött barn. Men Metta Lillie och hennes tre systrar var ogifta och började känna sig överflödiga och obehövda och märkte att människor behandlade dem med mindre respekt. Men hösten 1749 kom en friare till hemmet, änkemannen Jan Axelsson Natt och Dag, och i februari året därpå stod bröllopet mellan honom och Metta Lillie. Dagboken redovisar hennes ångest inför detta viktiga beslut och hon ber Gud och Jesus om råd och hjälp. Hennes främsta tröst är att hon kuvat sin egen vilja och är en lydig dotter som gör som modern vill. När paret efter bröllopet kommer till mannens gård Tunarp upphör dagboken och lämnar läsaren med alla frågor om hur Metta Lillies framtid gestaltades.
Metta Lillies dagbok är ett intressant dokument och den äldsta kända bevarade dagboken, skriven av en kvinna i Sverige. Från att vara en släktbok förändrades projektet över tid när Metta Lillie upptäckte att själva skrivandet var lustfyllt och ledde till ökad självkännedom. I dagboken framstår hon som en intelligent och sökande människa, väl förankrad i sin familj och i sin samtid och som frågar sig vad Gud velat med hennes liv.
Dagbokens språk har analyserats i avhandlingen "Metta Magdalena Lillies dagbok. En 1700-talstext och dess språk" av Jessica Eriksson, Uppsala universitet (2004).
Handskriften finns på Riksarkivet i Stockholm, men är utgiven av Jessica Eriksson i skriftserien "Samlingar" (2008), Kungl. Samfundet för utgivande av äldre texter rörande Skandinaviens historia. Utgåvan heter "Metta Magdalena Lillies dagbok 1737-1750. En västgötsk släktkrönika".